# NGC 1209
NGC 1209 è una galassia ellittica situata nella costellazione dell'Eridano, a una distanza di circa 117 milioni di anni luce dalla nostra Via Lattea.

## Scoperta
La galassia è stata scoperta il 30 dicembre 1785 dall'astronomo britannico di origine tedesca William Herschel.

## Descrizione
NGC 1209 è stata utilizata da Gérard de Vaucouleurs come esempio del tipo morfologico E+6 nel suo atlante delle galassie.
Il database SIMBAD la classifica come galassia LINER, cioè una galassia il cui nucleo presenta uno spettro di emissione caratterizzato da larghe righe di atomi debolmente ionizzati.

## Gruppo di NGC 1199
NGC 1209 fa parte di un gruppo di galassie che comprende almeno 6 membri, il Gruppo di NGC 1199. Oltre a NGC 1209 e NGC 1199, le altre quattro galassie del gruppo sono IC 276, NGC 1114, NGC 1189 e MCG -3-8-45.